# Can Sobrepera
Can Sobrepera és una casa de Cantallops (Alt Empordà) inclosa a l'Inventari del Patrimoni Arquitectònic de Catalunya.

## Descripció
Casa aïllada situada als afores del poble amb paredat de pedra, de planta baixa i dos pisos. La planta baixa té l'accés a través d'una porta d'arc rebaixat, i aquesta està en un nivell més avançat que la resta de l'edifici. Això fa que la coberta d'aquest primer pis sigui una terrassa que dona al primer pis. A aquesta terrassa s'hi accedeix a través d'una de les obertures del segon pis, totes elles rectangulars i allindades. Aquestes obertures es repeteixen al segon pis amb un petit balcó cadascuna. Interiorment algunes sales tenen volta de canó i altres volta de creueria. A la façana posterior veiem diferents volums, i a la part inferior d'un dels murs trobem espitlleres, que fan pensar en l'ús defensiu d'aquest habitatge antigament, o bé en un reaprofitament dels elements.